# Wilhelm Dommes
Wilhelm Dommes (Buchberg, 16 aprile 1907 – Hannover, 23 gennaio 1990) è stato un militare tedesco.
Ufficiale della Marina tedesca imbarcato sugli incrociatori, fu comandante di U-boot durante la seconda guerra mondiale, venendo insignito della Croce di Cavaliere della Croce di Ferro per i successi conseguiti nel Mediterraneo e citato personalmente nel Wehrmachtbericht del 21 novembre 1942. Nel corso della sua carriera di sommergibilista ha affondato undici navi, tre militari e otto civili, per un totale di 43.956 tonnellate.

## Biografia
Nacque a Buchberg, nel Distretto di Berent, Prussia Occidentale, il 16 aprile 1907. Dopo aver prestato servizio nella marina mercantile, il 23 gennaio 1933 si arruolò nella Kriegsmarine come Offiziersanwäter, venendo promosso Fähnrich zur See il 1 aprile dello stesso anno. I primi anni di servizio li trascorse imbarcato sull’incrociatore leggero Nürnberg, passando poi sull’incrociatore da battaglia Scharnhorst, dove si trovava allo scoppio della seconda guerra mondiale. Promosso Kapitänleutnant il 1 luglio 1938, nell’aprile 1940 fu trasferito alla specialità sommergibili. Il 5 aprile 1941 assunse il comando del sommergibile U-431, distinguendosi nel Mar Mediterraneo tanto da venire decorato con la Croce di Ferro di prima classe il 10 febbraio 1942, e la Croce di Cavaliere della Croce di Ferro il 2 dicembre dello stesso anno. Anche il governo italiano volle ricompensarlo, decorandolo con la Medaglia di bronzo al valor militare il 29 luglio 1942, cui seguì quella d’argento il 29 maggio 1943.
Lasciato il comando dell’U-431 il 6 gennaio 1943, fu promosso Korvettenkapitän il 1 febbraio, e il 22 dello stesso mese assunse il comando del sommergibile U-178. Il 28 marzo 1943 salpò da Bordeaux al comando dell’U-178 facendo rotta per l’Estremo Oriente, ed arrivando a Penang, in Malaysia, cinque mesi dopo. Una volta arrivato in Malesia assunse il comando della neocostituita base navale tedesca, il cui comando navale fu denominato Gruppe Monsun. Oltre alla base principale di Penang, vi erano basi d’appoggio più piccole a Singapore, Giakarta Surabaya e Kōbe. Tale comando doveva coordinare l’attività di trasporto di materiali strategici dall’Europa al Giappone, e viceversa, conducendo nel contempo missioni belliche contro le navi nemiche. Nel gennaio 1945 si trasferì a Singapore per coordinare meglio le missioni dei sommergibili ai suoi comandi, che comprendevano anche battelli appartenenti alla Regia Marina catturati dai tedeschi dopo l'armistizio dell’8 settembre 1943, rimanendovi fino alla firma della capitolazione tedesca avvenuta l’8 maggio 1945. Internato dalle autorità giapponesi, che sequestrarono ed incamerarono tutti i battelli presenti in quella zona, fu trasferito in Giappone, per essere liberato dagli alleati all’atto della capitolazione giapponese dell’agosto 1945. Rientrato in Patria, abbandonò la carriera militare, e si spense ad Hannover il 23 gennaio 1990.

## Onorificenze

### Onorificenze tedesche
- U-Boot-Frontspange, 5 marzo 1945[11]

### Annotazioni
1. ↑  Un battello appartenente alla classe Typ IXD2.
2. ↑  La concessione di tale base navale era stata negoziata con le autorità militari giapponesi dall’allora addetto navale presso l’ambasciata tedesca di Tokyo, viceammiraglio Paul Wenneker.

### Fonti
1. ↑  Brescia 2000, p. 10.
2. ↑  Dommes career at Uboat.net
3. ↑  Ships hit by U-178 - U-boat Successes - German U-boats - uboat.net
4. ↑  Tomblin 2004, p. 83.
5. 1 2 3 4 5 6  Ludi, Sgarlato 2011, p. 14.
6. ↑   L. Klemen, The U-Boat War in the Indian Ocean, su Forgotten Campaign: The Dutch East Indies Campaign 1941-1942, 1999–2000 (archiviato dall'url originale il 21 marzo 2011).
7. 1 2  Ludi, Sgarlato 2011, p. 17.
8. ↑  Scherzer 2007, p. 278.
9. ↑  Fellgiebel 2000, p. 164.
10. 1 2 3 4 5 6  Busch, Röll 2003, p. 283.
11. 1 2 3 4  Busch, Röll 2003, p. 284.

### Periodici
- Maurizio Brescia, U-boote in Mediterraneo. Parte 1ª, in Storia Militare, n. 84, Parma, Ermanno Albertelli Editore, settembre 2000,  pp. 4-21, ISSN 1122-5289.
- Giovanni Ludi e Nico Sgarlato, U-Boote da e per l’Oriente, in Eserciti nella Storia, n. 63, Parma, Delta Editrice, luglio-agosto 2011,  pp. 10-20, ISSN 1591-3031 (WC · ACNP).